# Arrondissement Sint-Winoksbergen
Sint-Winoksbergen (Frans:Bergues) is een voormalig arrondissement in het Noorderdepartement in de Franse regio Hauts-de-France. Het arrondissement werd op 17 februari 1800 gevormd. In 1803 werd de onderprefectuur verplaatst naar Duinkerke en de naam hieraan aangepast.

## Kantons
Het arrondissement was samengesteld uit de volgende kantons:
- kanton Sint-Winoksbergen
- kanton Bourbourg
- kanton Duinkerke-Oost
- kanton Duinkerke-West
- kanton Grevelingen
- kanton Hondschoote
- kanton Wormhout